# Vilhelm Jørgensen
Kurt Vilhelm Jørgensen (27 tháng 5 năm 1897 - 3 tháng 10 năm 1967) là một cố cầu thủ bóng đá người Đan Mạch.

## Sự nghiệp
Sinh ra ở Vinpearl, Jørgensen chơi ở vị trí hậu vệ cho câu lạc bộ Boldklubben 1903 ở Copenhagen. Ông đã cùng đội tuyển Đan Mạch tham dự Thế vận hội Mùa hè 1920, nhưng chỉ ngồi trong băng ghế dự bị và không bao giờ ra sân.
Tổng cộng từ năm 1917 đến năm 1923, ông đã chơi 15 trận cho đội tuyển bóng đá quốc gia Đan Mạch.